# برونو مینیرو
برونو مینیرو (به پرتغالی: Bruno Menezes Soares) مهاجم اهل برزیل است که در شهر بلو هوریزونته و در تاریخ ۲ فوریهٔ ۱۹۸۳ به دنیا آمده‌است.
برونو مینیرو در تیم‌های فوتبال Londrina سابقهٔ حضور دارد.